# Kruta
Kruta (cyr. Крута) – wieś w Czarnogórze, w gminie Ulcinj. W 2011 roku liczyła 194 mieszkańców.